# عصر الظلال (فلم)
عصر الظلال (بالكورية: 밀정) هو فيلم دراما تاريخية أكشن إثارة كوري جنوبي صدر سنة 2016، من إخراج كيم جي وون وسيناريو لي جي مين وبارك جونغ داي. تدور أحداث الفيلم في مدينتي سول و‌شانغهاي خلال عقد 1920، وهو من بطولة الثنائي سونغ كانغ هو و‌غونغ يو. اختير الفيلم ليكون مرشح كوريا الجنوبية في فئة جائزة الأوسكار لأفضل فيلم بلغة أجنبية خلال حفل توزيع جوائز الأوسكار التاسع والثمانون، لكنه لم يكُن ضمن القائمة النهائية للجائزة.

## الممثلون
- سونغ كانغ هو في دور لي جونغ شول.
- غونغ يو في دور كيم وو جين.
- هان جي مين في دور يون غي سون.
- أوم تاي غو في دور هاشيموتو.
- شين سونغ-روك  [لغات أخرى]‏ في دور جو هوي ريونغ.
- شينجو تسورومي في دور هيغاشي.
- Kim Dong-young في دور ها تشول جو.
- Go Jun في دور شيم سانغ دو.
- سيو يونغ جو  [لغات أخرى]‏ في دور جو دونغ سانغ.
- كوان سوو-هيون  [لغات أخرى]‏ في دور سون جيل.
- تشوي يوهوا في دور كيم سا هي.
- هان سو يون في دور ماي هيانغ.

## روابط خارجية
- مقالات تستعمل روابط فنية بلا صلة مع ويكي بيانات